# Lulu Antariksa
Lulu Antariksa (California, 22 agosto 1995) è un'attrice statunitense.
È meglio conosciuta per il suo ruolo nella serie Legacies come Penelope Park e ha recitato nella serie web T@gged come Rowan Fricks.

## Biografia
Antariksa è nata nella contea di Los Angeles, California da padre indonesiano e madre tedesca. Antariksa sa ballare e cantare, suonare la chitarra, il pianoforte, l'ukulele, il sassofono e il basso. Si è interessata alla recitazione mentre frequentava la Valencia High School in California.

## Carriera
I primi ruoli di Antariksa dal 2002 al 2008 erano sotto il nome di Lauren Antariksa.
Un ruolo noto di Antariksa è quello di Stevie Baskara nella sitcom di Nickelodeon del 2012 How to Rock. Lo spettacolo è stato presentato in anteprima il 4 febbraio 2012 ed è andato in onda per 25 episodi. Non è stato rinnovato per una seconda stagione.
Ha interpretato il ruolo principale nel film thriller postapocalittico del 2018 What Still Remains al fianco di Colin O'Donoghue.
Antariksa è stata successivamente vista nel ruolo di Penelope Park nella prima stagione della serie di The CW Legacies. Ha poi recitato nel cortometraggio The Lonely Host, in cui un recensore ha definito la sua performance "impeccabile".
Antariksa ha interpretato la liceale Rowan Fricks nella serie web T@gged, teen-thriller in cui è la protagonista.

## Filmografia

### Televisione
- La vita secondo Jim (According to Jim) – serie TV, episodio 2x16 (2003)
- E.R. - Medici in prima linea (ER) – serie TV, episodio 10x11 (2004)
- Detective Monk – serie TV, episodio 5x02 (2006)
- Zoey 101 – serie TV, episodio 4x05 (2008)
- How to Rock – serie TV, 25 episodi (2012)
- Jessie – serie TV, episodio 2x25 (2013)
- Kickin' It - A colpi di karate (Kickin' It) – serie TV, episodio 3x21 (2014)
- Crazy Ex-Girlfriend – serie TV, episodio 1x10 (2016)
- T@gged – serie TV, 35 episodi (2016-2018)
- Impulse – serie TV, episodio 1x01 (2018)
- Legacies – serie TV, 7 episodi (2018-2019)
- The Rookie: Feds – serie TV, episodio 1x14 (2023)
- Station 19 – serie TV, episodio 6x12 (2023)

## Discografia
- All your love (2012)
- Sweet Little Pill (2013)
- C'mon (2013)
- Hot n'Cold (2013)
- Bad Day (2013)
- Try (2013)
- Cups (2014)
- Boom Boom (2014)
- Put Yourself First (2016)

## Doppiatrici italiane
Nelle versioni in italiano delle opere in cui ha recitato, Lulu Antariksa è stata doppiata da:
- Tiziana Martello in How to Rock
- Veronica Puccio in Crazy Ex-Girlfriend
- Ludovica De Caro in T@gged
- Giulia Franceschetti in Legacies
- Maria Giulia Ciucci in Station 19